# New York Age
Il New York Age è stato un giornale statunitense, fondato nel 1887 e pubblicato fino al 1960. È stato considerato uno dei giornali più influenti e rappresentativi per la comunità afroamericana.

## Storia
Inizialmente pubblicato come settimanale sotto il nome di New York Globe, a partire dal 15 ottobre 1887, fu curato dall'attivista per i diritti civili contro la schiavitù Timothy Thomas Fortune.
Lavorarono nella redazione del giornale anche la giornalista Gertrude Bustill Mossell e lo storico William Edward Burghardt Du Bois.